# صفحه خوآن دو فوکا

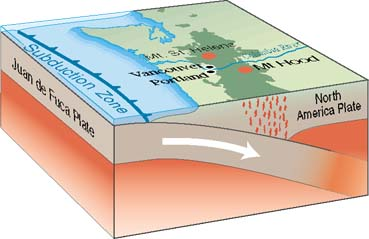
اجزاء صفحه خوآن دو فوکا

صفحهٔ خوآن دو فوکا (به انگلیسی: Juan de Fuca Plate) یک بشقاب زمین‌ساختی است که از خط‌الرأس خوآن دو فوکا ساخته‌شده و زیر بخش شمال‌غربی صفحهٔ آمریکای شمالی فرورانده شده‌است.